# Lehtinenia bisulcus
Lehtinenia bisulcus là một loài nhện trong họ Tetrablemmidae.
Loài này thuộc chi Lehtinenia. Lehtinenia bisulcus được Lin, Pham & Li miêu tả năm 2009.